# Gabriel-Joseph de Jerphanion
Gabriel-Joseph de Jerphanion, dit baron de Jerphanion est un homme politique et haut fonctionnaire français, né le 15 mars 1758 au Puy et mort le 15 avril 1832 à Lyon.

## Biographie

### Famille et origines
Issu d'une ancienne famille noble du Velay, Gabriel-Joseph de Jerphanion est né le 17 mars 1758 au Puy, où il est baptisé par son oncle Jacques-Antoine de Jerphanion (1712-1790), chanoine de la cathédrale Notre-Dame-de-l'Annonciation du Puy-en-Velay. 
Il est le fils de Jean-Joseph de Jerphanion (1724-1802), syndic du Velay, et de Marguerite Dumas de Ribes. 
Son grand-père, Jean de Jerphanion (1680-1747) a épousé en 1706 Anne de Cambacérès.
Son frère, Jacques-Antoine de Jerphanion (1760-1823) est curé de la paroisse de la Madeleine à Paris de 1810 à 1823 et chanoine de Notre-Dame de Paris en 1820.

### Carrière

#### Sous l'Ancien Régime
Dès 1778, âgé de 20 ans, Gabriel-Joseph seconde son père dans sa fonction de syndic du Velay. 
Puis, en 1785, il en assume la pleine charge jusqu'en 1790. 
Il publie, en 1787, un Mémoire sur la surcharge qu'éprouve le département de la Haute-Loire, dans la répartition générale des contributions directes.
Il est ainsi le cinquième et dernier de la famille à assurer cette charge, car la Révolution l’abolit en 1790 en supprimant les États de Languedoc.

#### Pendant la Révolution
Arrêté sous la Terreur, il est sauvé par la chute de Robespierre. 
L'ancien syndic du Velay, qui vient de sortir de dix-huit mois de détention, est réintégré comme membre du directoire du département de la Haute-Loire. 
Âgé de 37 ans, il épouse en 1795, Marie-Catherine-Frédérique-Sophie de Giraud de Lachau (1770-1843), fille de Benoît de Giraud, seigneur de Lachau (1721-1794) et de Catherine Meyzieu (1734-1783).
Les difficultés accompagnent l'ancien syndic tout au long de son travail dans cette fonction. 
Sa compétence le rend indispensable pour la bonne marche du département, mais certains révolutionnaires lui mènent la vie dure, d'autant que plusieurs de ses cousins Giraud du Cros, de la branche du Monastier, sont émigrés et officiers dans l'armée de Condé. 
Dans ce contexte, il lui faut trouver des responsabilités ailleurs. C'est l'autorité de Paris, Cambacérès lui-même, semble-t-il, son cousin éloigné, qui le tire d'affaire en le faisant nommer, en 1796, inspecteur des Contributions directes, où il se fait rapidement remarquer. 

#### Préfet du Consulat et de l'Empire
En l’an VIII (1799-1800), Bonaparte, alors Premier consul, crée le corps préfectoral (préfets). 
Le Troisième consul, Charles-François Lebrun, présente Gabriel-Joseph pour la préfecture de la Lozère comme « connu de Cambacérès », son parent et Deuxième consul depuis le 1er janvier 1800. 
Bonaparte ratifie ce choix et nomme Gabriel-Joseph préfet de la Lozère, le 12 ventôse an VIII (3 mars 1800), où il désamorce une jacquerie que les royalistes sont en train d'organiser. Son habileté et son intelligence avec les responsables du coup permettent de clore l'affaire : un beau matin, on trouve dans la cour de la préfecture, un certain nombre de fusils déposés la nuit « mystérieusement ».
En tant que premier préfet de la Lozère :
- il dresse une Statistique du département de la Lozère, publiée en l'an X[3], qui lui valut les éloges de Chaptal ;
- il crée une « Société de commerce, de l'agriculture et des arts » ;
- il fait un plaidoyer contre les taxes immobilières trop élevés qui freinent le développement de l'industrie agricole ;
- il plaide aussi, comme la plupart de ses collègues d'autres départements[4] pour que le gouvernement mette fin à la déforestation qui s'est encore accélérée après la Révolution française et le partage (vente aux bourgeois en général) des biens communaux et des biens nationaux : « Les défrichements en général sont funestes; la dégradation du sol des pays montueux et la destruction des arbres qui en sont les suites doivent faire frémir les amis de la patrie et de l'humanité ; le cultivateur qui détruit les bois sur les pentes perd à jamais son pays pour la jouissance du moment; il ne reste plus qu'un rocher stérile; alors plus de paissance pour les bestiaux, plus d'arbres, plus de récoltes... J'ai pris des arrêtés pour l'empêcher (...) Le partage des biens communaux a été très-nuisible à l'agriculture ; on ressent les vices de la loi du 10 juin 1793 (...) D'ailleurs, les défrichements des biens communaux sur les pentes font entraîner la terre par des pluies (...) Le défrichement des bois doit être sévèrement défendu;  il est même urgent d'exciter la reproduction de ces grands végétaux, dont la destruction porterait une atteinte funeste aux arts libéraux et mécaniques, et influerait sur la salubrité du climat »[4] ;
- il s'intéresse spécialement à l'élevage et aux industries agricoles, notamment de la laine.

Ainsi, il envoie un jeune tisserand à Passy « pour apprendre l'usage de la navette volante, la manière de tisser toutes sortes d'étoffes ».
Il est nommé préfet de la Haute-Marne le 23 germinal an X (13 avril 1802) jusqu'au 1er mai 1815, avec une absence de quelques mois en 1814, provoquée par la guerre et l’invasion.
En 1809, il est présenté, comme candidat au Sénat par sa ville natale et le département de la Haute-Loire.
Par lettre patente du 13 septembre 1808, Gabriel-Joseph est fait chevalier de l'Empire et, par lettre patente du 9 mars 1810, baron de l'Empire.
Marie-Frédérique-Sophie, « femme de grand caractère », assume sa charge d'épouse et de mère en impressionnant son entourage. 
On dit que seule, dans son château de Juzennecourt dans la Haute-Marne, elle tient tête à un détachement des troupes alliées qui allait piller et incendier la bourgade après le meurtre de deux des leurs. Cet acte de bravoure est encore inscrit dans la mémoire des habitants qui lui en tiennent une grande reconnaissance.

#### Pendant la Restauration
Maintenu dans sa charge à la Restauration, il est mis à la retraite aux Cent-Jours, par décret du 29 août 1815 qui en reconnaissance de ses anciens services, lui alloue une pension de 6 000 francs.
En 1816, le décret du 16 mars lui alloue seulement 3 000 francs de pension.
Mis en demi-solde de préfet, après la Seconde Restauration, Gabriel-Joseph vit jusqu'en 1825 à Juzennecourt. 
Il demande confirmation à Louis XVIII de son titre de baron.
Celui-ci, par ordonnance du 18 novembre 1815 et lettre patente du 6 janvier 1816, lui confère le titre héréditaire « de baron dans toute sa descendance mâle ».
Il est nommé chevalier de la Légion d'honneur, le 14 juin 1804 et promu officier, le 5 août 1814 (brevet signé de Charles X, à compter de 1814). Le tsar Alexandre Ier lui accorde l'ordre de Sainte-Anne, pour le soin qu'il eut des blessés et prisonniers russes internés à Chaumont.
En 1816, il modifie les armes familiales qui deviennent celles qui existent aujourd’hui : « D’azur au chevron d’or accompagné en pointe d’un lys d’argent, tigé et feuillé de sinople ; au chef dentelé d’or, chargé d’un lion léopardé de gueules. ».

### Fin de vie
En 1825, Gabriel-Joseph abandonne la vie publique et se fixe à Lyon, à la suite du mariage de sa fille Louise (1801-1863) avec un Lyonnais, Édouard Allut (1796-1867) ancien garde du corps du roi.
Il y achète des biens et vend ce qu'il possède encore au Puy.
La famille quitte ainsi définitivement la Haute-Loire.
Il a publié, différents mémoires sur des questions de numismatique, pour lesquelles, il avait un goût prononcé.
Il meurt à Lyon le 15 avril 1832 et est enterré au cimetière de Loyasse.

### Descendance
Gabriel-Joseph et son épouse Marie-Frédérique-Sophie de Jerphanion eurent cinq enfants, dont Jean-Joseph-Marie-Eugène de Jerphanion (1796-1864), évêque de Saint-Dié en 1835 et archevêque d'Albi de 1842 à 1864.

## Armoiries
| Figure | Blasonnement |
|        | Armes du baron de Jerphanion D’azur au chevron d’or accompagné en pointe d’un lys d’argent, tigé et feuillé de sinople ; au chef dentelé d’or, chargé d’un lion léopardé de gueules,. |